# Erwin Fuchsbichler
Erwin Fuchsbichler (ur. 27 marca 1952) – austriacki piłkarz występujący na pozycji bramkarza.

## Kariera klubowa
Fuchsbichler zawodową karierę rozpoczynał w 1969 roku w klubie Kapfenberger SV. W 1970 roku trafił do Rapidu Wiedeń. W 1972 roku zdobył z klubem Puchar Austrii. W Rapidzie spędził trzy lata. W tym czasie rozegrał tam 21 spotkań. W 1974 roku został graczem zespołu VÖEST Linz. W 1975 roku wywalczył z nim wicemistrzostwo Austrii. W 1978 roku dotarł z zespołem do finału Pucharu Austrii, jednak VÖEST przegrał tam w dwumeczu z SSW Innsbruck. W 1980 roku Fuchsbichler po raz drugi wywalczył z drużyną wicemistrzostwo Austrii. W 1988 roku przeniósł się do Vorwärts Steyr, gdzie w 1989 roku zakończył karierę.

## Kariera reprezentacyjna
W reprezentacji Austrii Fuchsbichler zadebiutował w 1978 roku. W tym samym roku został powołany do kadry na Mistrzostwa Świata. Nie zagrał jednak na nich ani razu. Z tamtego turnieju Austria odpadła po drugiej rundzie. W drużynie narodowej Fuchsbichler rozegrał w sumie 4 spotkania, wszystkie w 1978 roku.